# 臭化アセチル
臭化アセチル（しゅうかアセチル、英: Acetyl bromide）は化学式C2H3BrOで表されるカルボン酸ハロゲン化物。有機合成化学や染料の製造に使われる。

## 性質
発煙性と刺激臭のある無色の液体で、空気との接触により黄色に変色する。可燃性であり、火災や加熱により臭化水素や臭化カルボニルを含む腐食性の有毒ガスを生じる。水、メタノール、エタノールと激しく反応し、臭化水素を生じる。 水の存在下で、金属に対する腐食性を有する。吸湿性があり、空気中の水分により分解する。日本の消防法では危険物第4類、第三石油類に分類される

### 安全性
眼・皮膚・気道に腐食性があり、蒸気を吸入すると肺水腫を起こす場合がある。水生生物に対する毒性がある。

## 合成
酢酸と三臭化リンから合成できると考えられている。
{\displaystyle {\ce {3CH3COOH\ + PBr3 -> 3CH3COBr\ + H3PO3}}}